# Ehrenmedaille des Isländischen Präsidenten
Die Ehrenmedaille des Isländischen Präsidenten wurde 1954 von Ásgeir Ásgeirsson gestiftet und kann sowohl Isländern als auch Ausländern für Dienste verliehen werden, die dem Präsidenten während der Wahrnehmung seines Amtes geleistet werden.
Die silberne Medaille zeigt auf der Vorderseite das Bild von Ingólfur Arnarson, Islands erstem Siedler, am Steven eines Wikingerschiffes. Umlaufend die Inschrift HEIĐURSPENINGUR FORSETA ÍSLANDS (Ehrenmedaille des Isländischen Präsidenten). Rückseitig ist das Isländische Staatswappen zu sehen.
Getragen wird die Medaille an einem ultramarinblauen Band auf der linken Brust.